# Mehmet Ülger
Mehmet Ülger (Pınarbaşı (Kayseri), 1 februari 1962 – Rotterdam, 27 november 2017) was een Koerdisch-Nederlandse journalist en documentairemaker.

## Loopbaan
Hij studeerde aan de Academie voor de Journalistiek in Tilburg en werkte sinds midden jaren negentig als journalist voor tv-actualiteitenrubrieken, tijdschriften en kranten, waaronder Netwerk, EenVandaag, KRO Spoorloos, NOVA, Zembla, het ANP, Trouw, Contrast, Wordt Vervolgd, De Humanist, De Groene Amsterdammer, de Volkskrant en Onze Wereld.
Ülger was gespecialiseerd in Turkije, de islam, allochtonen in Nederland en Turks nationalisme. Hij deed achtergrondonderzoek en werkte soms undercover. Met Stella Braam schreef hij Grijze Wolven : een zoektocht naar Turks extreem-rechts. Kort na publicatie van het boek in 1997 werden de schrijvers met de dood bedreigd en moesten ze onderduiken.
Op 7 januari 2015 werd Ülger korte tijd vastgehouden in Istanboel. Hij werd verhoord door de politie, de reden was dat hij in september 2013 tegen de regels in een foto had gemaakt tijdens een rechtszaak tegen de Turks-Nederlandse journaliste Füsun Erdoğan. Na bemiddeling van de Nederlandse minister Bert Koenders van Buitenlandse Zaken kwam Ülger vrij. In de rechtszaak op 21 januari 2015 werd hij vrijgesproken.
Ülger was getrouwd met Astrid van Unen en werkte met haar samen in hun journalistieke bureau U-producties. Mehmet Ülger overleed in 2017 op 55-jarige leeftijd na enige tijd ziek te zijn geweest.